# Joel Stroetzel
Joel Michael Stroetzel (24 de julio de 1980) es conocido por ser uno de los dos guitarristas de la banda de metalcore Killswitch Engage proveniente de Massachusetts.
Estilo Stroetzel en la  guitarra es influenciado por las bandas como Slayer,  Ántrax, Zakk Wylde, como se indica en el DVD World Ablaze.
Stroetzel enseña clases de guitarra en una tienda de música local (Interpretación Musical), mientras que en la escuela secundaria y jugaba en el Westfield High School Jazz Band. Más tarde, Stroetzel asistió a la Berklee College of Music en Boston, pero no se graduó. Mientras que en la universidad Stroetzel comenzó a tocar en la banda de  Réplica con Adam Dutkiewicz, que más tarde se le uniría en la formación de Killswitch Engage.
Joel actualmente es miembro de gira en apoyo de las giras de Times of Grace con su excompañero de Killswitch Engage Jesse Leach y Adam Dutkiewicz.

## Equipos
Stroetzel ha utilizado una gran variedad de guitarras y amplificadores lo largo de su carrera, incluyendo la Mesa Boogie Rectifier Roadster y Triple cabezas, el JCM900 Marshall, una modificación de Soldano SLO-100, y un Hughes y Kettner, que no le gustaba para el metal debido a dijo que "no tienen bien juntos." También ha utilizado la Framus Cobra y el Dragón, el Peavey 5150, el Nitro Splawn, el VH4 Diezel, el Viper Fuchs, y el Fender Twin Reverb '65 y Vox AC30 para tonos limpios.
Joel es orgullosamente respaldado por Caparison guitarras y utiliza los modelos Caparison Dellinger, TAT, y Angelus. 
Recientemente se le ha visto sobre todo con una guitarra de encargo, que es similar a un Angelus, pero con un cuerpo estrecho y más largo cuernos, una especie de cruce entre un TAT especial y un Ángelus. Cuenta con un puente y el cordal TonePros, así como un acabado negro sobre trans arce flameado. También es dueño de un modelo azul trans.
- Su configuración actual amplificador distored es:
- Splawn cabeza nitro (KT88).
- Mesa tradicionales recta de 412.
- 1 Audio Technica Serie 5000 inalámbrico.
- Maxon OD808
- Boss NS-2
- Su configuración actual amplificador limpio es:
- Fuchs Limpie la máquina combinado.
- Línea 6 DL4 retraso.
- 1 Audio Technica Serie 5000 inalámbrico.
- y una fase de pedal de algún tipo.